# Кампоротондо-Етнео
Кампоротондо-Етнео (італ. Camporotondo Etneo, сиц. Campurutunnu Etneu) — муніципалітет в Італії, у регіоні Сицилія,  метрополійне місто Катанія.
Кампоротондо-Етнео розташоване на відстані близько 530 км на південний схід від Рима, 160 км на південний схід від Палермо, 9 км на північний захід від Катанії.
Населення — 4955 осіб (2014).
Щорічний фестиваль відбувається 17 січня. Покровителі — святий Антоній Великий.

## Демографія
Населення за роками:

Станом на 1 січня 2023 року в муніципалітеті офіційно проживав 51 іноземець з 14 країн, серед них 24 громадяни країн Євросоюзу та 1 громадянин України.

## Сусідні муніципалітети
- Бельпассо
- Містерб'янко
- Мотта-Сант'Анастазія
- Сан-П'єтро-Кларенца